# Seznam ministrů vnitra Slovenské republiky
Toto je seznam ministrů vnitra Slovenska, který obsahuje chronologický přehled všech členů vlády Slovenské republiky (včetně autonomních slovenských vlád za druhé republiky, vlád Slovenského státu i slovenských vlád v rámci československé federace) působících v tomto úřadu.

## Ministři vnitra v autonomních vládách Slovenska v letech 1938-1939
| # | Jméno        | Fotografie | Strana    | Vláda                     | Funkční období                    | Poznámky |
| - | ------------ | ---------- | --------- | ------------------------- | --------------------------------- | --- |
| 1 | Jozef Tiso   |            | HSĽS-SSNJ | 1., 2. a 3. vláda J. Tisa | 7. října 1938 – 9. března 1939    | V 1. vládě předseda vlády a ministr vnitra, v 2. předseda vlády, ministr vnitra, sociální péče a zdravotnictví, v 3. předseda vlády a ministr vnitra. |
| 2 | Jozef Sivák  |            | HSĽS-SSNJ | vláda Jozefa Siváka       | 9. března 1939 – 11. března 1939  | Předseda vlády a ministr všech resortů (až na finance).                                                                                               |
| 3 | Martin Sokol |            | HSĽS-SSNJ | vláda Karola Sidora       | 11. března 1939 – 14. března 1939 | Ministr vnitra. |

## Ministři vnitra ve vládách samostatného Slovenska v letech 1939-1945
| # | Jméno          | Fotografie | Strana    | Vláda                                   | Funkční období                    | Poznámky                                                                                    |
| - | -------------- | ---------- | --------- | --------------------------------------- | --------------------------------- | ------------------------------------------------------------------------------------------- |
| 1 | Karol Sidor    |            | HSĽS-SSNJ | 4. vláda J. Tisa                        | 14. března 1939 – 18. dubna 1939  | Ministr vnitra, od 15. března 1939 na dovolené.                                             |
| 2 | Jozef Tiso     |            | HSĽS-SSNJ | 4. vláda J. Tisa                        | 18. dubna 1939 – 27. října 1939   | Předseda vlády, od 18. dubna 1939 převzal i ministerstvo vnitra.                            |
| 3 | Alexander Mach |            | HSĽS-SSNJ | vláda Vojtecha Tuky, vláda Štefana Tisa | 29. července 1940 – 4. dubna 1945 | Ve vládě V. Tuky náměstek předsedy vlády a ministr vnitra, ve vládě Š. Tisa ministr vnitra. |

## Pověřenci vnitra ve slovenských Sborech pověřenců (SP) v letech 1944-1960
| # | Jméno                        | Fotografie | Strana    | Sbor pověřenců                                       | Funkční období                        | Poznámky                                                                         |
| - | ---------------------------- | ---------- | --------- | ---------------------------------------------------- | ------------------------------------- | -------------------------------------------------------------------------------- |
| 1 | Gustáv Husák a Ivan Štefánik |            |           | SP 1. 9. - 5. 9. 44                                  | 1. září 1944 – 5. září 1944           | Pověřenci pro věci vnitřní.                                                      |
| 2 | Gustáv Husák                 |            | KSS       | SP 5. 9. - 23. 10. 44                                | 5. září 1944 – 23. října 1944         | Pověřenec pro věci vnitřní (Ivan Štefánik zástupcem pověřence).                  |
| 3 | Ján Púll a Štefan Kočvara    |            | KSS DS    | SP 7. 2. - 21. 2. 45                                 | 7. února 1945 – 21. února 1945        | Pověřenci pro věci vnitřní.                                                      |
| 4 | Gustáv Husák                 |            | KSS       | SP 21. 2. - 11. 4. 45 SP 11. 4. - 18. 9. 45          | 21. února 1945 – 18. září 1945        | Pověřenec pro věci vnitřní (21.2. 45 - 11. 4. 45 zástupce Ivan Pietor).          |
| 5 | Július Viktory               |            | KSS       | SP 18. 9. 45 - 16. 8. 46                             | 18. září 1945 – 16. srpna 1946        | Pověřenec pro věci vnitřní.                                                      |
| 6 | Mikuláš Ferjenčík            |            |           | SP 16. 8. 46 - 18. 11. 47, SP 18. 11. 47 - 23. 2. 48 | 16. srpna 1946 – 26. února 1948       | Pověřenec vnitra. 26. února 1948 podal demisi.                                   |
| 7 | Daniel Okáli                 |            | KSS (KSČ) | SP 6. 3. - 18. 6. 48 SP 18. 6. 48 - 17. 12. 54       | 6. března 1948 – 30. ledna 1951       | Pověřenec vnitra.                                                                |
| 8 | Jozef Lietavec               |            | KSS (KSČ) | SP 18. 6. 48 - 17. 12. 54                            | 30. ledna 1951 – 17. prosince 1954    | Pověřenec vnitra.                                                                |
| 9 | Oskár Jeleň                  |            | KSS (KSČ) | SP 17. 12. 54 - 2. 8. 56 SP 2. 8. 56 - 11. 7. 60     | 17. prosince 1954 – 11. července 1960 | Pověřenec financí, do 2. srpna 1956 místopř. Sboru pověřenců a pověřenec vnitra. |

## Ministři vnitra ve vládách Slovenska v rámci československé federace
| # | Jméno            | Fotografie | Strana    | Vláda                                                 | Funkční období                       | Poznámky |
| - | ---------------- | ---------- | --------- | ----------------------------------------------------- | ------------------------------------ | --- |
| 1 | Egyd Pepich      |            | KSS (KSČ) | vláda Š. Sádovského a P. Colotky, 2. vláda P. Colotky | 2. ledna 1969 – 11. července 1973    | Ministr vnitra. |
| 2 | Štefan Lazar     |            | KSS (KSČ) | 2., 3., 4., vláda P. Colotky, I. Knotka a P. Hrivnáka | 11. července 1973 – 8. prosince 1989 | Ministr vnitra, od 20. dubna 1988 ministr vnitra a životního prostředí.                                             |
| 3 | Milan Čič        |            | KSS (KSČ) | Vláda Milana Čiče                                     | 12. prosince 1989 – 11. ledna 1990   | Ministr vnitra a životního prostředí ad interim.                                                                    |
| 4 | Vladimír Mečiar  |            | VPN       | vláda M. Čiče                                         | 11. ledna 1990 – 26. června 1990     | ministr vnitra a životního prostředí.                                                                               |
| 5 | Anton Andráš     |            | KDH       | 1. vláda V. Mečiara                                   | 27. června 1990 – 22. listopadu 1990 | Ministr vnitra. |
| 6 | Ladislav Pittner |            | KDH       | 1. vláda V. Mečiara, vláda J. Čarnogurského           | 22. listopadu 1990 – 24. června 1992 | Ministr vnitra. |
| 7 | Jozef Tuchyňa    |            | HZDS      | 2. vláda V. Mečiara, vláda J. Čarnogurského           | 24. června 1992 – 31. prosince 1992  | Ministr vnitra. Po zániku československé federace setrval ve vládě, nyní jako ministr vlády samostatného Slovenska. |

## Ministři vnitra samostatného Slovenska
| #  | Jméno             | Fotografie | Strana                        | Vláda                             | Funkční období                      | Poznámky                              |
| -- | ----------------- | ---------- | ----------------------------- | --------------------------------- | ----------------------------------- | ------------------------------------- |
| 1  | Jozef Tuchyňa     |            | nestraník za HZDS             | 2. vláda V. Mečiara               | 1. ledna 1993 – 15. března 1994     | Ministr vnitra.                       |
| 2  | Ladislav Pittner  |            | KDH                           | vláda J. Moravčíka                | 15. března 1994 – 13. prosince 1994 | Ministr vnitra.                       |
| 3  | Ľudovít Hudek     |            | HZDS                          | 3. vláda V. Mečiara               | 13. prosince 1994 – 27. srpna 1996  | Ministr vnitra.                       |
| 4  | Gustáv Krajči     |            | HZDS                          | 3. vláda V. Mečiara               | 27. srpna 1996 – 30. října 1998     | Ministr vnitra.                       |
| 5  | Ladislav Pittner  |            | SDK (KDH, od února 2000 SDKÚ) | 1. vláda M. Dzurindy              | 30. října 1998 – 14. května 2001    | Ministr vnitra.                       |
| 6  | Ivan Šimko        |            | SDKÚ                          | 1. vláda M. Dzurindy              | 14. května 2001 – 15. října 2002    | Ministr vnitra.                       |
| 7  | Vladimír Palko    |            | KDH                           | 2. vláda M. Dzurindy              | 16. října 2002 – 8. února 2006      | Ministr vnitra.                       |
| 8  | Martin Pado       |            | SDKÚ                          | 2. vláda M. Dzurindy              | 8. února 2006 – 4. července 2006    | Ministr vnitra.                       |
| 9  | Robert Kaliňák    |            | SMER-SD                       | 1. vláda R. Fica                  | 4. července 2006 – 8. července 2010 | Místopředseda vlády a ministr vnitra. |
| 10 | Daniel Lipšic     |            | KDH                           | vláda I. Radičové                 | 8. července 2010 – 4. dubna 2012    | Ministr vnitra.                       |
| 11 | Robert Kaliňák    |            | SMER-SD                       | 2. vláda R. Fica 3. vláda R. Fica | 4. dubna 2012 – 22. března 2018     | Místopředseda vlády a ministr vnitra. |
| 12 | Tomáš Drucker     |            | nestraník za SMER-SD          | vláda P. Pellegriniho             | 22. března 2018 – 17. dubna 2018    | Ministr vnitra.                       |
|    | Peter Pellegrini  |            | SMER-SD                       | vláda P. Pellegriniho             | 17. dubna 2018 – 26. dubna 2018     | Pověřený ministr vnitra.              |
| 13 | Denisa Saková     |            | SMER-SD                       | vláda P. Pellegriniho             | 26. dubna 2018 – 20. března 2020    | Ministryně vnitra.                    |
| 14 | Roman Mikulec     |            | OĽaNO                         | vláda I. Matoviče                 | 21. března 2020 – 15. května 2023   | Ministr vnitra.                       |
| 15 | Ivan Šimko        |            | nestraník                     | vláda Ľ. Ódora                    | 15. května 2023 – 19. července 2023 | Ministr vnitra.                       |
|    | Ľudovít Ódor      |            | nestraník                     | vláda Ľ. Ódora                    | 19. července 2023 – 25. října 2023  | Pověřený ministr vnitra.              |
| 16 | Matúš Šutaj Eštok |            | HLAS-SD                       | 4. vláda R. Fica                  | od 25. října 2023                   | Ministr vnitra.                       |